# Renault Messenger
Der Renault Messenger, ursprünglich als Renault-B-Serie / Renault Gamme B auf den Markt gekommen, war ein Leicht-Lkw, der von Renault Trucks produziert wurde. Er löste den Renault Super Goélette SG2 ab.
Das Chassis und die Komponenten waren auf einem festen Leiterrahmen aufgebaut, auf dem die Kabine aus dem Renault Master I aufgebaut war. Er hatte grundsätzlich Hinterradantrieb, optional war aber auch Allradantrieb erhältlich. Gebaut wurde er ab Oktober 1982 in Batilly in Lothringen von Renault Véhicules Industriels (RVI).
Es gab ihn als Einfach- oder Doppelkabine, Pritschenwagen, Kastenwagen mit 12 m³ Ladevolumen und Fahrgestell für Aufbauten. Das maximale Gesamtgewicht lag je nach Version zwischen 3,5 Tonnen bis 6,5 Tonnen. Als Motor kamen ein SOFIM-2,5-l-Dieselmotor mit 53 kW (72 PS) (der 8140) und ein 2,0-l-Ottomotor mit 59 kW (80 PS) zum Einsatz.
Hinten und vorne hatte er eine starre Vorderachse mit Blattfedern und hydraulischen Stoßdämpfern sowie innenbelüftete Scheibenbremsen vorn und Trommelbremsen hinten.
Beim 5-Gang-Schaltgetriebe des Modells mit Ottomotor war der 5. Gang als Direktantrieb ausgelegt. Diese Spezifikation ermöglichte beim Anfahren bei winterharten Bedingungen sowie im Gelände einen rutschfesten Antrieb.

## Änderungen nach Modelljahr
- 1986 gab es den Ottomotor zusätzlich mit einem Turbolader, wodurch die Leistung auf 68 kW (92 PS) stieg.
- Ab dem Modelljahr 1990 gab es eine speziell für den Privatgebrauch konstruierte zivile Version des Messenger-4×4-Kastenwagen mit Vorbereitung zum Wohnmobilausbau bzw. mit von Zulieferern ausgebauten Wohnmobilen beim Händler.
- 1990 stieg die abgasturbogeladene Ottomotorvariante auf 78 kW (106 PS) Leistung, während bei der leistungsschwächste Ottomotor wegen des Katalysators die Leistung auf 56 kW (76 PS) sank.
- 1992 erhielt der Turbomotor zusätzlich einen Ladeluftkühler und leistete nun 85 kW (116 PS).
- 1993 erhielt die B-Serie einen neuen Kühlergrill und wurde zum Renault Messenger.
- 1996 stieg die Leistung des Turbo-Ottomotors dank einer Überarbeitung auf 90 kW (122 PS).
- 1999 ersetzte den Messenger der Renault Mascott.